# Крайові комісії охорони пам'ятників культури
Крайові комісії охорони пам'ятників культури — державно-громадські міжвідомчі органи охорони пам'яток при крайових інспектурах охорони пам'ятників культури в УСРР в 1920—30-х роки.
Складалися з представників виконавчої влади, вищих навчальних закладів, науково-дослідних установ, архівів, музеїв, наукових та краєзнавчих товариств, партійний, комсомольських і профспілкових органів.
Виконували дорадчо-консультативні та координаційні функції з метою забезпечення охорони пам'яток відповідно до затвердженого ВУЦВК та РНК УСРР «Положення про охорону пам'ятників культури і природи» (1926 р.).
Діяли Дніпропетровська (з 1926 р.), Київська (з 1931 р.), Одеська (з 1926 р.), Харківська (з 1931 р.) крайові комісії. Їм підпорядковувалися окружні та місцеві комісії (у різний час працювало від 6 до 12 таких комісій по Україні), місцеві активісти-кореспонденти (зокрема, 116 у 1931 р.).
У середині 1930-х рр. у зв'язку з реорганізацією Наркомосу УСРР та репресіями більшості провідних пам'яткознавців крайові комісії фактично припинили існування.